# アルトガロ
アルトガロ（Archgallo、ウェールズ語：Arthal map Morydd）は年代記編纂者ジェフリー・オブ・モンマスの『ブリタニア列王史』に語られている、ブリトン人の伝説的王である。
彼はモルウィドゥス王の次男であり、ゴルボニアヌスの弟である。

## 1度目の統治
アルトガロは貴族を滅ぼし、先代王であり兄であるゴルボニアヌスの偉業を破壊しようとした暴君であった。
彼は貴族たちから富を奪い、散財した。
これは貴族たちの反乱を引き起こした。彼らはアルトガロを追放し、弟のエリドゥルスを王に推戴した。

## 放浪
アルトガロは復位するまでの5年間、仲間も家も無いまま近隣諸国を放浪していた。カラテリウムの森を放浪していたとき、エリドゥルスは彼を発見し、兄弟として抱きしめた。エリドゥルスは近くの町へ彼を連れて行き、部屋に隠した。1年間、エリドゥルスは病気と偽り、貴族たちに自らを訪問するよう通達した。
貴族たちが来訪すると、エリドゥルスは彼らに対し、アルトガロに再び忠誠を誓うように命じ、さもなくば首を刎ねると言った。彼らが誓約を誓うと、エリドゥルスはアルトガロをエボラクム（現在のヨーク）へ連れて行き、自身の王冠をアルトガロの頭に置き、復位させた。
この話は、ロマン派詩人ウィリアム・ワーズワースの詩『Artegal and Elidure』にも登場する。

## 2度目の統治
アルトガロは悪行を悔い改め、平和的かつ忠実に統治を行い、以前のような統治を行うことは決して無かった。
10年間、彼は公正な統治を行い、人民から財産を奪うこともしなかった。
最終的に、彼は老衰し亡くなった。
彼の遺体はカールレイア（現在のレスター）で荼毘に付され、埋葬された。
その後エリドゥルスが王位を継いだ。
エリドゥルスの後は、アルトガロの息子マルガヌス2世とエンニアウヌスが王になった。

## 日本語文献
- 瀬谷幸男訳『ブリタニア列王史 : アーサー王ロマンス原拠の書』（南雲堂フェニックス、2007年）
- 瀬谷幸男訳『ブリタニア列王史——アーサー王ロマンス原拠の書』（筑摩書房、2025年）